# Suné January
Suné January (sinh ngày 10 tháng 3 năm 1994) là người mẫu Namibia và chủ nhân cuộc thi sắc đẹp đã đăng quang Hoa hậu Namibia 2017 và đại diện Namibia tại Hoa hậu Hoàn vũ 2017.

## Cuộc sống cá nhân
January được sinh ra ở Rehoboth. Cô tốt nghiệp Cử nhân Ứng dụng Máy tính. Cô bắt đầu làm người mẫu ở Ấn Độ từ 2013-2016. Cô là một nhà hoạt động bảo tồn động vật hoang dã và nhấn mạnh vào việc săn trộm chống tê giác. Cô là người bảo trợ của ISAP (Hỗ trợ thông minh chống săn trộm).

### Hoa hậu Namibia 2017
January đã đăng quang Hoa hậu Namibia 2017 vào ngày 1 tháng 7 năm 2017 và đại diện Namibia tại Hoa hậu Hoàn vũ 2017.

### Hoa hậu Hoàn vũ 2017
January đại diện Namibia tại Miss Universe 2017 nhưng Unplaces.